# Новое время (Болгария)
«Новото време» (рус. «Новое время», НВ) — политическая партия в Болгарии. Председатель — Эмиль Кошлуков. В 2004 году отделилась от партии Национальное движение «Симеон Второй». 11 депутатов парламента провели съезд новой партии 10 июля 2004 года, после чего исполнительное бюро назначило председателем партии Эмиля Кошлукова. Партия участвовала в парламентских выборах 2005 года и смогла получить около 3 % голосов. В январе 2009 года был проведён очередной съезд партии, переизбравший её председателем Эмиля Кошлукова.